# 용호의 권의 등장인물 목록
다음은 SNK의 대전 격투 게임 시리즈 《용호의 권》에 등장하는 인물들의 목록이다. 이들 대부분은 크로스오버 격투 게임 시리즈 《더 킹 오브 파이터즈》에도 찬조출연했다.

## 《용호의 권》

### 로버트 가르시아
성우 - 케이 이나게 (KOF '94, '95, XII, XIII), 코이치 만타로 (KOF '96 ~ 2003)
로버트 가르시아(Robert Garcia, ロバート・ガルシア)는 주인공 료 사카자키의 둘도 없는 친구로, 원래는 이탈리아 부호의 외동아들이었으나 어린 시절 극한류 무술을 동경해 료와 같이 타쿠마 밑에서 수련을 받아 극한류 제자가 됐다. 이탈리아 최고의 명문 재벌가문인 가르시아 재벌의 상속자이나, 평소에 무예를 익히고 싶어하는 열망이 강한 성격을 지녔으며 답답한 생활에 반발감을 느꼈다. 그래서 스스로 타쿠마 사카자키의 문하생이 되길 자처했으며 열심히 극한류 공수도를 익힌 결과 극한류 공수도의 차기당주인 료 사카자키와 호각의 기량까지 그 자신의 능력을 끌어올리기까지 했다.
첫 편 《용호의 권》에선 료와 함께 유리를 구출하러 가고, 《용호의 권 2》에선 기스가 개최한 무술대회 '킹 오브 파이터즈'에 참가한다. 《용호의 권 외전》에선 료를 제치고 주인공으로서 활약한다.
일본어 더빙으로 칸사이벤 사투리를 구사하는 것이 특징이다.
《더 킹 오브 파이터즈》 시리즈에서도 료와 함께 대대로 용호의 권 팀의 일원으로서 참전한다.

### 료 사카자키
성우 - 우스이 마사키 (KOF '94 ~ XI, XIII), 코자키 마사요시 (KOF XII)
료 사카자키(リョウ・サカザキ)는 《용호의 권》 시리즈의 주인공으로, 극한류 사범 타쿠마 사카자키와 그의 아내 로네트 사카자키 사이에서 태어난 장남이자 극한류 최고의 제자이다. 미국 사우스타운에서 태어나 자랐으며 극한류 공수도의 차기 사범이다. 첫 편 《용호의 권》에선 기스 하워드의 사주를 받은 미스터 빅에게 납치당한 여동생 유리 사카자키를 구하기 위해 친구 로버트 가르시아와 함께 구출작전에 나선다. 2편 《용호의 권 2》에서는 《아랑전설》 시리즈의 악당인 기스 하워드가 젊은 시절 개최한 무술대회 '킹 오브 파이터즈'에 출전해 그와 맞서 싸운 바 있다. 《용호의 권》 이후 시간대인 《아랑전설》 시리즈에선 은퇴한 아버지 타쿠마 대신 극한류 사범이 되어 '미스터 가라데'로서 활동한 바 있으며, 《가로우: 마크 오브 더 울브스》에선 료의 수제자 마르코 로드리게즈가 등장한다.
평행 세계관인 크로스오버 게임 시리즈 《더 킹 오브 파이터즈》에선 대대로 용호의 권 팀의 일원으로서 참전했다.

### 미스터 빅
성우 - 나카 마사루 (KOF '96)
미스터 빅(Mr. Big)기스 하워드와 같이 뒷세계를 양분하는 장본인이다. 《용호의 권》에서 타쿠마의 딸인 유리를 납치하나 료와 로버트의 활약으로 유리는 구출된다. 쌍봉을 무기로 사용해 싸운다.
《더 킹 오브 파이터즈》 시리즈에서는 《더 킹 오브 파이터즈 '96》 및 《더 킹 오브 파이터즈 '98 얼티밋 매치》에서 기스 하워드와 볼프강 크라우저와 함께 보스 팀을 맺고 출연했으며, 그 외에 《네오지오 배틀 컬리시엄》과 플레이스테이션 2판 《더 킹 오브 파이터즈 XI》에도 등장했다.

### 미키 로저스
미키 로저스(Mickey Rogers)는 시합 도중 상대를 살해해 그 사유로 제명당해 복싱을 그만두게 된 복싱선수이다. 《용호의 권》에서 미스터 빅은 미키 로저스에게 복싱선수로서 재기시켜준다는 조건으로 꼬드겨 료와 로버트를 공격하도록 했다.

### 잭 터너
잭 터너(Jack Turner)는 미스터 빅의 부하이기도 한 불량배로 《용호의 권》에서 료와 로버트에게 시비를 건다. 폭주족 조직의 리더이다.

### 존 크롤리
존 크롤리(John Crawley)는 해군사관학교 함재기 조종 교관으로 해군 대령이다. 미스터 빅에게는 군 복무당시 동료였으며 헬기사고를 당하게 되었을 때 미스터빅의 구조로 인하여 목숨을 건지게 되었다. 이 때문에 미스터 빅의 요구를 거절 할 수 없는 입장이 되었다. 결국 이 때문에 유리를 납치하는 사건에 연루된다.

### 킹
성우 - 이코마 하루미
킹(King)은 무에타이를 사용하는 프랑스인으로, 남동생인 장을 키우기 위해 남장을 하고 미스터 빅의 밑에서 일을 했다.
《더 킹 오브 파이터즈》 시리즈에서는 여성 격투가 팀을 대표하는 일원으로 주로 활약한다.

### 타쿠마 사카자키
성우 - 츠다 에이지 (KOF '94, '95, '98 ~ 2002, XIII)
타쿠마 사카자키(タクマ・サカザキ)는 극한류 공수도의 당주이다. 료와 유리의 아버지로 아내의 사망으로 범인을 잡기 위해 뛰쳐나갔다.

## 《용호의 권 2》

### 기스 하워드
기스 하워드(Geese Howard)는 SNK의 다른 격투 게임 시리즈 《아랑전설》에서 먼저 등장한 뒷세계의 강자이다. 《아랑전설》의 앞 시간대에 위치한 《용호의 권》에선 타쿠마가 협력하지 않자 미스터 빅을 이용해 그 딸인 유리를 납치하였으며 타쿠마와 끈질기게 싸운다. 료에게 패배 후 도망쳤으며 훗날 테리 보가드에게 또 패배하여 자신의 빌딩 옥상에서 추락사한다.

### 유리 사카자키
성우 - 호리에 카오리 (KOF '94 ~ XI, XIII)
유리 사카자키(ユリ・サカザキ)는 타쿠마의 딸이자 료의 여동생이다. 원래 무예에 아무런 소질이 없었으나 미스터 빅에게 한번 납치당한 이후 아버지에게 극한류 공수도를 가르쳐달라고 끈질기게 매달린 결과 료에 버금가는 무예를 익히게 된다.

### 키사라기 에이지
성우 - 시마 요시노리 (KOF '95 , XI)
키사라기 에이지(일본어: 如月 影二)는 극한류 공수도를 멸문시키려는 닌자이다. 그 능력이 부족하여 항상 료나 로버트에게 제압당한다.
《더 킹 오브 파이터즈》 시리즈에서는 《더 킹 오브 파이터즈 '95》, 《더 킹 오브 파이터즈 XI》 및 《더 킹 오브 파이터즈 '98 얼티밋 매치》에 플레이어 캐릭터로서 출연했다.

## 《용호의 권 외전》

### 토도 카스미
성우 - 유미 마사에 (KOF '96, '99, 2000, XI)

## 참조
1. ↑  게임 내에서 이름이 'Micky'라는 오타로 표기되기도 했다.

## 같이 보기
- 아랑전설의 등장인물 목록
- 더 킹 오브 파이터즈의 등장인물 목록